# Яковлевка (Белгородская область)
Яковлевка — село в Новооскольском районе Белгородской области. Центр Яковлевского сельского поселения.

## География
Яковлевка находится в лесостепной зоне. Расположена на берегах реки Серебрянки, в 7 километрах к юго-востоку от райцентра Нового Оскола. Через село проходит автодорога регионального значения 14К-1 (Белгород — Павловск).

## История
Упоминается в первой половине XIX века.
В 1890 году Яковлевка относилась к Пригородней волости Новооскольского уезда.
В 1928 году был образован Ново-Оскольский район, куда вошла деревня Яковлевка, разделенная к тому времени на 2 части — Яковлевку 1-ю и Яковлевку 2-ю. 
В 1997 году Яковлевка — центр Яковлевского округа (3 села, поселок и хутор) в Новооскольском районе Белгородской области.

## Население
В 1890 году в Яковлевке проживало 472 человека.

В 1932 году в Яковлевке 1-й было 205 жителей, в Яковлевке 2-й — 228. В 1979 году в Яковлевке проживало 542 человека, в 1989 году — 453.
| 2002 | 2010 |
| ---- | ---- |
| 468  | ↘464 |